# Lucimara da Silva
Lucimara Silvestre da Silva (née le 10 juillet 1985 à Lucélia) est une athlète brésilienne, spécialiste des épreuves combinées. 

## Biographie
En 2007, elle remporte le concours de l'heptathlon des Championnats d'Amérique du Sud (5 803 pts), et se classe par ailleurs troisième des Jeux panaméricains de Rio de Janeiro, avec 5 873 pts, derrière la Canadienne Jessica Zelinka et la Cubaine Gretchen Quintana. Elle participe aux Championnats du monde d'Osaka où elle termine à la 33e place avec 5 601 pts. L'année suivante, lors des Jeux olympiques de 2008, à Pékin, la Brésilienne franchit pour la première fois la barrière des 6 000 pts en se classant seizième du concours avec 6 076 pts.
Elle est suspendue deux ans par l'IAAF du 15 juin 2009 au 14 juin 2011 pour usage de produits dopants (EPO). Elle est déchue de sa médaille d'or remportée aux Championnats d'Amérique du Sud 2009.
En octobre 2011, Lucimara da Silva marque son retour à la compétition par une médaille d'or obtenue lors des Jeux panaméricains de Guadalajara, au Mexique, où elle s'impose avec 6 133 pts. 
En juin 2012, à Barquisimeto, au Venezuela, la Brésilienne remporte les Championnats ibéro-américains d'athlétisme et améliore à cette occasion le record d'Amérique du Sud de la discipline avec 6 160 pts.

### Palmarès
| Date | Compétition                    | Lieu           | Résultat | Performance |
| ---- | ------------------------------ | -------------- | -------- | ----------- |
| 2007 | Championnats d'Amérique du Sud | São Paulo      | 1re      | 5 803 pts   |
| 2007 | Jeux panaméricains             | Rio de Janeiro | 3e       | 5 873 pts   |
| 2008 | Championnats ibéro-américains  | Iquique        | 1re      | 5 739 pts   |
| 2008 | Jeux olympiques                | Pékin          | 17e      | 6 076 pts   |
| 2011 | Jeux panaméricains             | Guadalajara    | 1re      | 6 133 pts   |
| 2012 | Championnats ibéro-américains  | Barquisimeto   | 1re      | 6 160 pts   |

- Championnats du Brésil d'athlétisme : vainqueur de l'heptathlon en 2005, 2007, 2009 et 2011

### Records
| Épreuve    | Performance | Lieu         | Date         |
| ---------- | ----------- | ------------ | ------------ |
| Heptathlon | 6 160 pts   | Barquisimeto | 10 juin 2012 |